# Typhochrestus curvicervix
Typhochrestus curvicervix là một loài nhện trong họ Linyphiidae.
Loài này thuộc chi Typhochrestus. Typhochrestus curvicervix được J. Denis miêu tả năm 1964.